# Kadosa Marcell
Kadosa Marcell (1899-ig Kriszháber Mór, Krieshaber) (Kiskunhalas, 1874. április 7. – Németország, 1944. október 20 után) ügyvéd, újságíró, író.

## Élete
Kiskunhalasi polgári családba született. A Budapesti Egyetemen tanult jogásznak. Ügyvédi irodát nyitott Kiskunhalason, majd Budapesten. Írt, politizált a dualizmus és a két világháború között. Egyik aktív tagja volt a fővárosi közéletnek. 1944-ben deportálták, a holokauszt áldozata lett.

## Munkássága
Kadosa igen korán Vázsonyi Vilmos Polgári Demokrata Pártjához csatlakozott. Vázsonyival szerkesztette az Új Század című hetilapot, majd 1905-től a Népet, végül 1910-től Lánczi Jenővel a Szociálpolitikai Szemle című folyóiratot. Politikai, szépirodalmi és szociológiai írásai a Világban, a Magyar Hírlapban, a Nyugatban, a Független Újság és egyéb szakfolyóiratokban jelentek meg.

## Művei
- Blanka. Budapest, 1898
- A kupica bolondja. Budapest, 1902